# Sonny Rollins Plus 4
| Recensione | Giudizio |
| ---------- | -------- |
| AllMusic   |          |

Sonny Rollins Plus 4 è un album del sassofonista jazz statunitense Sonny Rollins, pubblicato dalla Prestige Records nel luglio del 1956.

## Il disco
Plus 4 viene registrato in un momento particolarmente prolifico della carriera di Sonny Rollins ed in un periodo in cui l'artista incide con diversi partner, tra cui Miles Davis e John Coltrane, sperimentando soluzioni armoniche e ritmiche diverse, imprimendo una connotazione molto personale ai temi dell'hard-bop allora predominante.
Sonny Rollins si era unito al gruppo di Max Roach e Clifford Brown nel novembre del 1955, chiamato a farvi parte in sostituzione di Harold Land. Nel marzo del 1956 promuove la realizzazione di questo album, nel quale solo due delle cinque tracce sono composte da lui.

## Tracce
LP (1956, Prestige Records, PRLP 7038)
Lato A
Testi e musiche di Sonny Rollins, eccetto dove indicato.
1. Valse Hot – 8:33
2. Kiss and Run – 7:07 (musica: Sam Coslow)

Lato B
Testi e musiche di Sonny Rollins, eccetto dove indicato.
1. I Feel a Song Coming On – 5:11 (testo: Dorothy Fields, George Oppenheimer – musica: Jimmy McHugh)
2. Count Your Blessings (Instead of Sheep) – 2:29 (musica: Irving Berlin)
3. Pent-Up House – 8:51

- Durata brani ricavati dalla ristampa su vinile pubblicato nel 1986 dalla Prestige Records (P-7038)

## Formazione
- Sonny Rollins – sassofono tenore
- Clifford Brown – tromba
- Richie Powell – pianoforte
- George Morrow – contrabbasso
- Max Roach – batteria

### Produzione
- Bob Weinstock – produzione, supervisione
- Registrazioni effettuate il 22 marzo 1956 a New York City, New York
- Rudy Van Gelder – ingegnere delle registrazioni
- Tom Hannan – design copertina album
- Ira Gitler – note retrocopertina album originale [3]